# Боштањ
Боштањ (словен. Boštanj) је насељено место у општини Севница, Посавска регија, Словенија.

## Историја
До територијалне реорганизације у Словенији био је у саставу старе општине Севница.

## Становништво
У попису становништва из 2011. године, Боштањ је имао 312 становника.
| Број становника према пописима | Број становника према пописима | Број становника према пописима |
| ------------------------------ | ------------------------------ | ------------------------------ |
| 1991                           | 2002                           | 2011                           |
| 336                            | 312                            | 312                            |

## Галерија
- римокатоличка капела "Св. Миклавж"
- рушевине старог града Боштања